# Руф (епископ Капуи)
Руф (полное имя — Марк Манлий Руф; лат. Marcus Manlius Rufus; казнён 12 августа 83) — святой епископ Капуи. День памяти — 12 августа.
Святой Руф происходил из благородной римской семьи. Согласно преданиям, он был консулом-суффектом в Риме и начальником милиции в Равенне. Чудесным образом уверовав, святой Руф был рукоположен в сан епископа Капуи около 80 года, став здесь преемником святого Синота. Он принял мученическую смерть, будучи засечён насмерть розгами 12 августа 83 года. Его мощи находятся в храме Санта-Мария-делле-Грацие.
Преемником Руфа на кафедре называется святой Кварт.